# Cholmske
Cholmske (ukrainisch Холмське; russisch Холмское Cholmskoje, rumänisch Selioglu) ist ein Dorf in der ukrainischen Oblast Odessa mit etwa 1700 Einwohnern (2024).

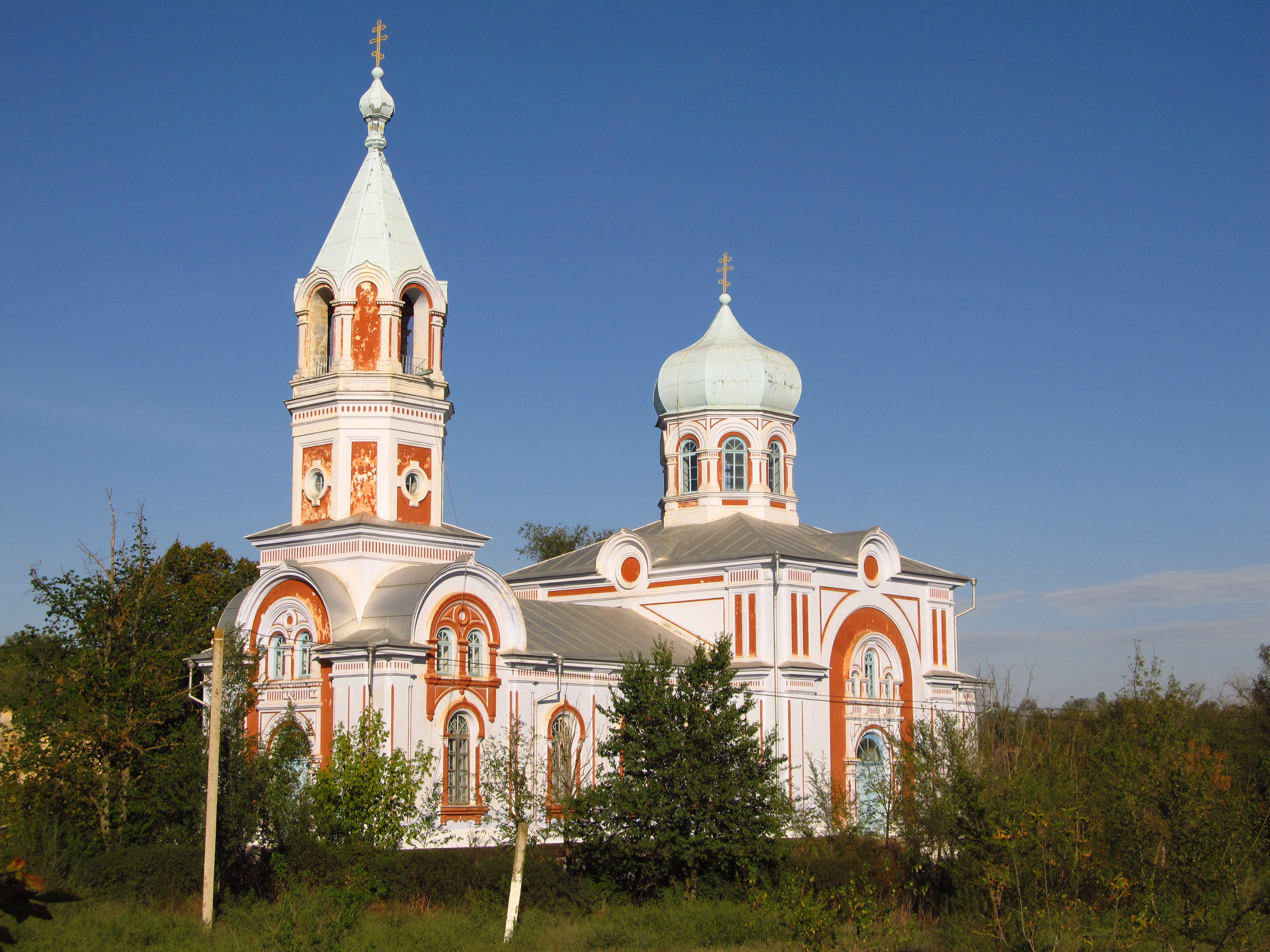
Kirche in Cholmske

Das 1830 von bulgarischen Siedlern gegründete Dorf liegt nahe der Mündung des 23 km langen Taschlyk (Ташлик) in die Alijaha (Аліяга), 36 km südwestlich vom ehemaligen Rajonzentrum Arzys und 175 km südwestlich vom Oblastzentrum Odessa.
Südlich von Cholmske verläuft die Fernstraße M 15, bis zum 14. November 1945 trug der Ort den Namen Seliohlo (Селіогло).
Am 12. Juni 2020 wurde das Dorf ein Teil der Stadtgemeinde Arzys; bis dahin bildete es zusammen mit der Ansiedlung Nowocholmske (Новохолмське, an der Bahnstrecke Arzys–Ismajil gelegen) die Landratsgemeinde Cholmske (Холмська сільська рада/Cholmske silska rada) im Süden des Rajons Arzys.
Seit dem 17. Juli 2020 ist es ein Teil des Rajons Bolhrad.